# Eduard Wilhelm Pose
Pour les articles homonymes, voir Pose.
Eduard Wilhelm Pose (né le 9 juillet 1812 à Düsseldorf, mort le 14 mars 1878 à Francfort-sur-le-Main) est un peintre prussien.

## Biographie

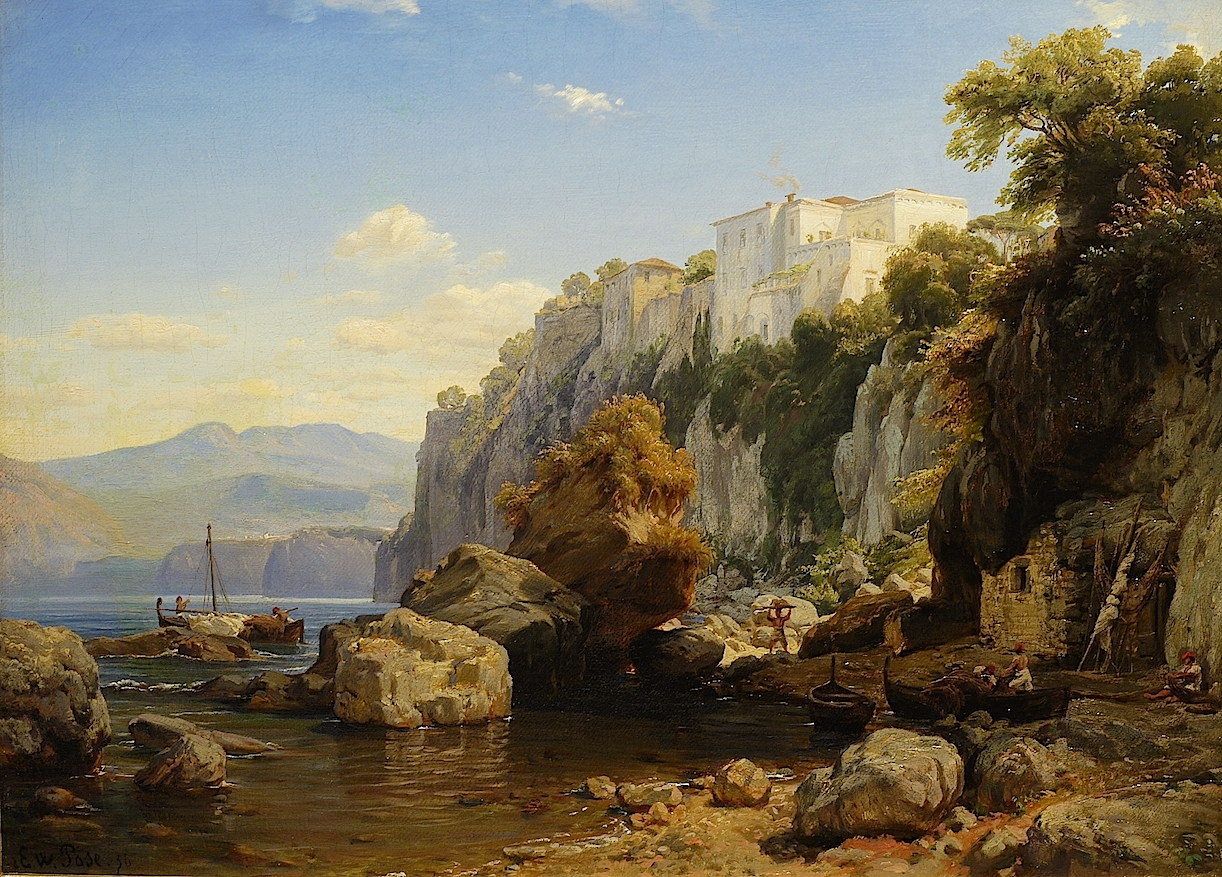
Paysage de Sorrente, 1856

Eduard Wilhelm Pose est le fils du peintre Ludwig Pose (de). Adolescent, il accompagne son père dans ses chantiers de décoration de châteaux du Rhin. Lors d'un séjour au château de Rheinstein, sur une commande de Frédéric de Prusse, il trouve la vocation de peintre. De 1829 à 1836, il étudie à l'académie des beaux-arts de Düsseldorf, où il voit Jakob Becker, Carl Friedrich Lessing et Alfred Rethel. De 1832 à 1833, il apprend la peinture paysagiste auprès de Johann Wilhelm Schirmer. Il compose ses premiers paysages dans le Hunsrück et l'Eifel qui se rapprochent de ceux de Lessing. En 1836, Pose, Andreas Achenbach et d'autres élèves quittent l'académie, probablement pour un désaccord avec le directeur Wilhelm von Schadow, Pose va à Munich. Carl Rottmann l'emploie pour ses paysages de Grèce. L'épidémie de choléra le pousse à aller à Francfort, où il expose en 1836 Le Château d'Eltz. Il obtient du succès grâce à la Brühlsche Galerie (de) à Dresde. En 1837, il revient à Munich et peint Un château du Tyrol qui est acheté lors de son exposition en 1839 à Bruxelles par l'empereur Léopold. Il fait des voyages en Autriche (1837), en Belgique (1839) et en France(Paris, 1839) ainsi que souvent en Italie (1842–1845, 1849, 1856), où il séjourne principalement à Rome, mais aussi dans le sud de l'Italie, la Sicile et à Florence (1849). Entre 1838 et 1842, il vit à Düsseldorf. Il vit près du maître d'œuvre Josef Custodis que sa sœur Elisabeth épousera et fait d'autres voyages avec des peintres dans la Rhénanie prussienne, notamment à Mayschoß. En 1845, il s'installe à Francfort et appartient à l'entourage du peintre Philipp Veit.

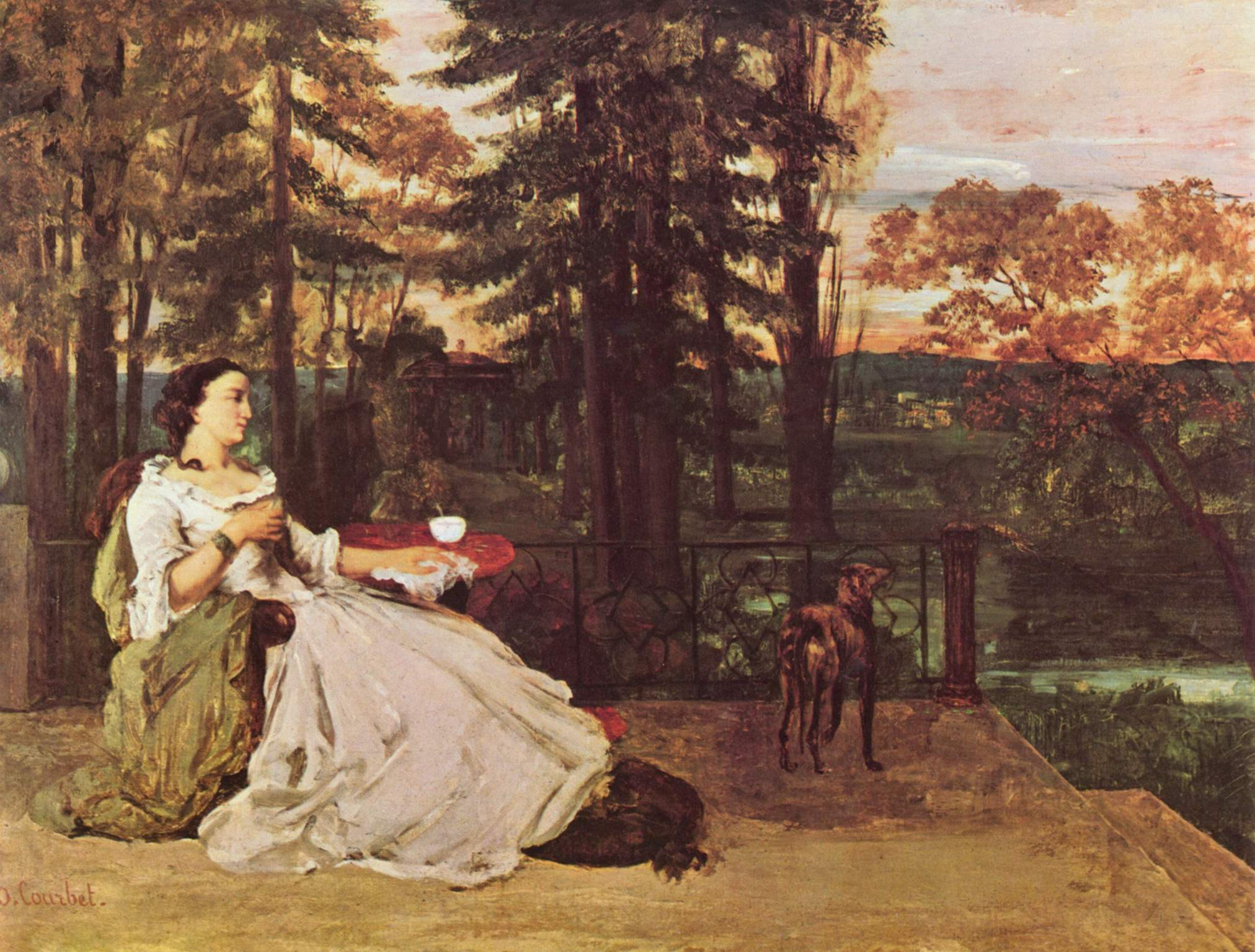
Gustave Courbet, La Dame de Francfort, 1858

À Francfort, Eduard Wilhelm Pose et sa femme Pauline Klotz font la connaissance de Gustave Courbet. En 1858, Courbet peint La Dame de Francfort, sans doute Pauline. Une étude du tableau laisse penser qu'il a d'abord voulu la représenter à côté de son mari. De même, on imagine une liaison entre Pauline et Courbet.